# Chemini
Chemini är en ort i Algeriet.   Den ligger i provinsen Tizi Ouzou, i den norra delen av landet, 140 km öster om huvudstaden Alger. Chemini ligger 852 meter över havet och antalet invånare är 21 585.
Terrängen runt Chemini är huvudsakligen kuperad, men åt sydväst är den bergig. Runt Chemini är det tätbefolkat, med 297 invånare per kvadratkilometer. Närmaste större samhälle är Akbou, 17,4 km söder om Chemini. Trakten runt Chemini består till största delen av jordbruksmark.